# فالکنشتاین (راینلاند-فالتس)
فالکنشتاین (به آلمانی: Falkenstein) یک شهر در آلمان است که در دنرسبرگکرایس واقع شده‌است. فالکنشتاین ۲۲۶ نفر جمعیت دارد.

## خواهرخوانده
شهرهای فالکنشتاین (بایرن) و فالکن‌اشتاین، زاکسن خواهرخوانده‌های فالکنشتاین (راینلاند-فالتس) هستند.